# Miss São Paulo 2005
Miss São Paulo 2005 foi a 50ª edição do tradicional concurso de beleza feminino de Miss São Paulo. Este ano a disputa elegeu a melhor candidata paulista para a disputa de Miss Brasil 2005, válido para o certame de Miss Universo. A cerimônia foi realizado com a presença de trinta e cinco candidatas de diversos municípios do Estado, reunidas no Teatro Gazeta, localizado na capital. O concurso foi apresentado pelo Mister Mundo 2003 Gustavo Gianetti e da atriz Suzy Rêgo. Na ocasião - que homenageou o cinquentenário de reinado de Ethel Chiaroni, que esteve presente no evento - sagrou-se campeã a representante de Sorocaba, Glenda Saccomano Castro, que fez história no concurso estadual e nacional pela sua altura: exatos 1.86m.

## Resultados

### Colocações
| Posição                 | Município e Candidata |
| Vencedora               | - Sorocaba - Glenda Saccomano |
| 2º. Lugar               | - Poá - Eliude Gadens |
| 3º. Lugar               | - São Carlos - Rafaela Motta |
| 4º. Lugar               | - Ribeirão Preto - Joyce Caetano |
| 5º. Lugar               | - Matão - Michelli Soares |
| (TOP 15) Semifinalistas | - Amparo - Daniela Cristina - Araras - Audrey Guidotti - Barretos - Joice Rocha - Capivari - Taís Assalin - Dracena - Daniela Batista - Ibaté - Cíntia Mariano - Itapira - Vivian Venturini - Marília - Patrícia Gravena - Monte Alto - Natália Pelarin - São Paulo - Sislaine Moreira |

## Candidatas
Disputaram o título este ano (lista incompleta):
- Amparo - Daniela Cristina

- Araras - Audrey Guidotti

- Barretos - Joice Rocha

- Capivari - Taís Assalin

- Dracena - Daniela Batista

- Ibaté - Cíntia Mariano

- Itapira - Vivian Venturini

- Marília - Patrícia Gravena

- Matão - Michelli Soares

- Monte Alto - Natália Pelarin

- Poá - Eliude Gadens

- Ribeirão Preto - Joyce Caetano

- São Paulo - Sislaine Moreira

- São Carlos - Rafaela Motta

- Sorocaba - Glenda Saccomano

- Taquaritinga - Polyana Posterari